# Iwan Bławacki

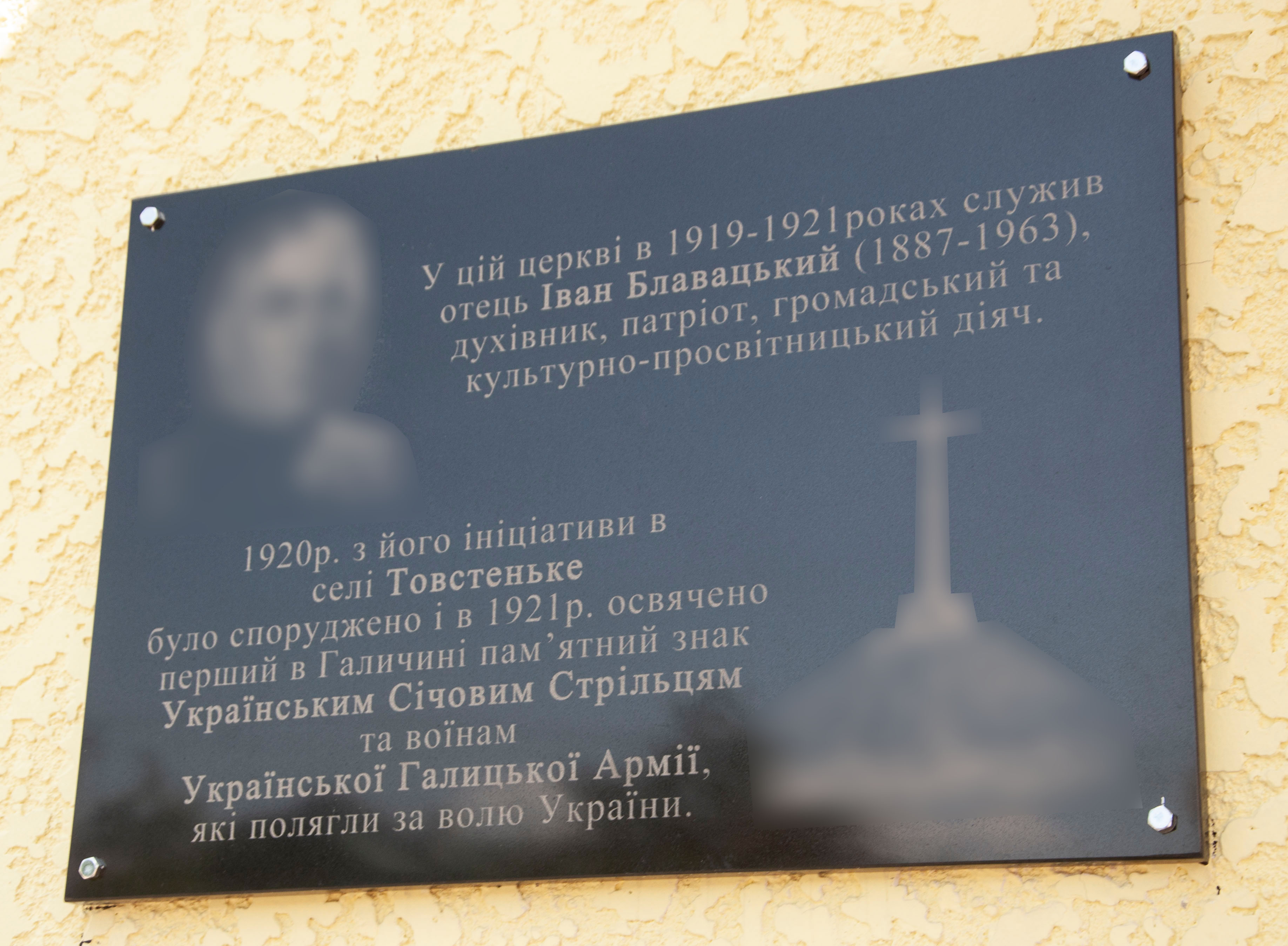
Tablica pamiątkowa o. Iwana Bławackiego na fasadzie cerkwi Najświętszej Trójcy w Tłusteńkiem, gdzie służył w latach 1919-1921.

Iwan Bławacki ukr. Іван Васильович Блавацький (ur. 8 marca 1887 w Podliskach Małych, zm. 19 kwietnia 1963 w Baltimore) – ukraiński ksiądz greckokatolicki.

## Życiorys
Ukończył lwowskie Seminarium Generalne oraz Uniwersytet Lwowski. Święcenia kapłańskie przyjął z rąk biskupa Hryhorija Chomyszyna 24 marca 1918 r. w kaplicy seminarium duchownego w Stanisławowie. Służył jako ksiądz w miejscowościach: Tłusteńkie (1919-1921), Bobulińce (1922-1923), Miłowanie (1923—1931) i Roszniów (1928—1929), Chryplin (1931-[1938], administrator) i Opryszowce (1938-1944).
W 1920 r., wraz z osobami o podobnych poglądach, zainicjował i doprowadził do budowy pierwszej w Galicji symbolicznej mogiły bojowników o wolność Ukrainy w Tłusteńkiem, upamiętniającej poległych w I wojnie światowej.
W Stanisławowie był referentem konsystorza biskupiego, katechetą w gimnazjach: handlowym i Ridna Szkoła"; w 1938 został dziekanem miejskim dekanatu stanisławowskiego (1938).
W latach 1939–1941 był prześladowany przez komunistów. Z nastaniem okupacji niemieckiej, wraz z parafianami odprawił nabożeństwo żałobne za rozstrzelanych przez NKWD więźniów więzienia w Stanisławowie. W lipcu 1941 r. zainicjował, ku czci poległych, usypanie mogiły bojowników o wolność Ukrainy w Opryszowcach.
W 1944 r. wraz z rodziną wyjechał do Europy Zachodniej, gdzie był kapłanem w miastach Flintsbach am Inn (1946-1948) i Rosenheim (1948–1949). W 1950 r. przeniósł się do Stanów Zjednoczonych. Służył w różnych parafiach ukraińskich, w szczególności w miastach Hamtramck (1950-1951), Filadelfia ([1952], 1959−1960), Clifton Heights (1960-1962).
Został pochowany na ukraińskim cmentarzu katolickim St. Mary Ukrainian Cemetery w Filadelfii.
Był żonaty z Oleną. Wychowali dwie córki: Lidię i Darię.

## Upamiętnienie
W 2021 r. z inicjatywy lokalnego historyka Jukhyma Makoterskiego na fasadzie cerkwi pw. Najświętszej Trójcy w Tłusteńkiem zamontowano tablicę upamiętniającą Iwana Bławackiego.
Jednej z ulic południowej dzielnicy Iwano-Frankiwska – Opryszowce – nadano imię o. Iwana Bławackiego.